# Numeracja jawna
Numeracja jawna – sposób numeracji telefonicznej w układach wielocentralowych polegający na tym, że przy połączeniach lokalnych lub strefowych można posługiwać się krótszymi numerami telefonicznymi o liczbie cyfr zależnej od pojemności centrali lub układu wielocentralowego lub strefy. Przy połączeniach wychodzących poza centralę, układ wielocentralowy lub strefę numer należy poprzedzić wskaźnikiem międzycentralowym, np. krajowym lub międzynarodowym, i zwykle odpowiednim prefiksem.
Numeracja jawna jest stosowana na poziomie międzynarodowej sieci telefonicznej oraz na poziomie numeracji krajowej w przypadku stosowania otwartego planu numeracji. Na poziomie sieci lokalnych lub strefowych zaniechano stosowania tego sposobu numeracji w połowie XX wieku.
Wyróżnia się dwa rodzaje numeracji jawnej:
- ze stałym wskaźnikiem – wskaźnik międzycentralowy identyfikujący centralę lub strefę docelową jest taki sam bez względu na położenie abonenta inicjującego połączenie i drogę połączenia;

- ze zmiennym wskaźnikiem – wskaźniki międzycentralowe mogą być różne w zależności od tego, jaką drogą lub z jakiego punktu sieci zestawiane jest połączenie.

Zaletą numeracji jawnej jest możliwość posługiwania się krótszymi numerami telefonicznymi w połączeniach lokalnych w obrębie jednej centrali lub jednej strefy numeracyjnej.
Wadą numeracji jawnej jest to, że dzwoniący musi znać strukturę sieci i wskaźników międzycentralowych, ponieważ muszą być one dodawane w procesie wybierania numeru.
Alternatywnym sposobem numeracji jest numeracja skryta.